# Bicken (Mittenaar)
Bicken ist ein Ortsteil und der Verwaltungssitz der Gemeinde Mittenaar im mittelhessischen Lahn-Dill-Kreis.

## Geografie

### Geografische Lage
Durch den Ort verläuft die Landesstraße 3050, die im Dorf auf die Bundesstraße 255 trifft. Der Fluss Aar teilt den Ort in zwei Hälften, Klein- und Groß-Bicken. In diesen Fluss münden die Bäche Weibach, von Groß-Bicken kommend, und der von Klein-Bicken kommende Gettenbach.

### Klima
- Durchschnittliche Jahrestemperatur:                        7–8 °C je nach Höhenlage
- Durchschnittliche Jahresschwankungen der Lufttemperatur:   ca. 16,5 °C
- Durchschnittlicher Niederschlag Jahresniederschlagssummen: ca. 800 mm

## Geschichte

### Ortsgeschichte
1990 fand man im Ortsbereich Siedlungsspuren aus der La-Tène-Zeit (400–300 v. Chr.). Ältere Siedlungsspuren und Kultstätten in den Höhenlagen stammen aus der Zeit um 2000 v. Chr.
In Bicken saß das Adelsgeschlecht der Herren von Bicken, von denen ein Anselm von Bicken erstmals im Jahre 1218 in einer Kölner Urkunde erwähnt wurde. Der Stammsitz der Herren von Bicken war Burg Bicken, von der nichts mehr erhalten ist. Der Ort selbst wurde im Codex Zwettel von 1232 erstmals erwähnt. Wahrscheinlich ist das Dorf aber noch älter, da ein von einem Wassergraben umgebenes befestigtes Haus mit Stallungen fränkischer Zeit in Bicken stand.
Eine Urkunde von 1237 erwähnt eine Sühne zwischen den Grafen Heinrich und Marquartt von Solms und Rudolf von Greifenstein einerseits und Konrad und Gumpert von Bicken andererseits. Diese Sühne war die Folge eines Angriffs auf die Reichsstadt Wetzlar durch die beiden Bickener. Diese unterlagen, nachdem die Grafen von Solms der Reichsstadt zu Hilfe gekommen waren.
Die Herren von Bicken und die Herren von Dernbach unterlagen in der von 1230 bis 1333 dauernden Dernbacher Fehde den Grafen von Nassau im Kampf um die Vorherrschaft in der Herborner Mark und mussten diesen ihre dortigen Rechte und Besitztümer abtreten oder verkaufen. Ob die verlorene Dernbacher Fehde dazu beigetrug, dass sich die Herren von Bicken aus dem Ort allmählich zurückzogen, ist nicht nachweisbar. Spätestens in der ersten Hälfte des 13. Jahrhunderts teilte sich die Familie in zwei Linien, die Wolkersdorfer und die Haincher Linie.
Nach dem Ende der Dernbacher Fehde wurde am 21. Mai 1336 ein Vertrag zwischen den Herren von Bicken und dem Haus Nassau geschlossen, in dem die Herren von Bicken ihre Burg Hainchen mit dem Großteil des zugehörigen Besitzes (ausgenommen ihre Höfe und Gülten in Bicken und Herbornseelbach und die dortigen Patronatsrechte) für 800 Mark an Graf Heinrich III. von Nassau-Dillenburg verkauften. Das Gericht Ebersbach sollten sie, nachdem Graf Heinrich bewiesen habe, dass er die Lehnshoheit darüber von den Herren von Molsberg gekauft habe, von den Grafen von Nassau zu Lehen nehmen.
Die günstige Verkehrslage Bickens (mit Anbindung an mehrere Fernstraßen) führte in der Vergangenheit auch zu Nachteilen. So litt der Ort während des Dreißigjährigen Krieges immer wieder unter ungebetenen Besuchen von Soldaten und Landsknechten, die mit Verlusten an Menschenleben, Hab und Gut endeten.
In der Napoleonischen Zeit war Bicken Mittelpunkt der Ortschaften Ballersbach, Bicken, Offenbach und Herbornseelbach.
Während der beiden Weltkriege musste Bicken große Verluste unter seinen Einwohnern hinnehmen. Im Ersten Weltkrieg fielen 27 und im Zweiten Weltkrieg 78 Soldaten aus dem Ort.
Das ehemalige Rathaus von Bicken, erbaut um 1700, wich 1977/78 der Bundesstraße 255 im Zuge ihres Ausbaus. Das Fachwerkhaus wurde abgebaut und an seinem neuen Standort in der historischen Altstadt von Wetzlar wieder aufgebaut.
Hessische Gebietsreform (1970–1977)
Im Zuge der Gebietsreform in Hessen fusionierten die Gemeinden Bicken, Ballersbach und Offenbach zum 31. Dezember 1971 freiwillig zur neuen Gemeinde Mittenaar. Ortsbezirke nach der Hessischen Gemeindeordnung wurden nicht errichtet.

### Verwaltungsgeschichte im Überblick
Die folgende Liste zeigt die Staaten und Verwaltungseinheiten, denen Bicken angehört(e):
- vor 1739: Heiliges Römisches Reich, Grafschaft/Fürstentum Nassau-Dillenburg, Amt Herborn
- ab 1739: Heiliges Römisches Reich, Fürstentum Nassau-Diez, Amt Herborn
- 1806–1813: Großherzogtum Berg,[Anm. 2] Département Sieg, Arrondissement Dillenburg, Kanton Herborn
- 1813–1815: Fürstentum Nassau-Oranien, Amt Herborn
- ab 1816: Herzogtum Nassau,[Anm. 3] Amt Herborn
- ab 1849: Herzogtum Nassau, Kreisamt Herborn[Anm. 4]
- ab 1854: Herzogtum Nassau, Amt Herborn
- ab 1867: Norddeutscher Bund[Anm. 5], Königreich Preußen,[Anm. 6][Anm. 7] Provinz Hessen-Nassau, Regierungsbezirk Wiesbaden, Dillkreis
- ab 1871: Deutsches Reich, Königreich Preußen, Provinz Hessen-Nassau, Regierungsbezirk Wiesbaden, Dillkreis
- ab 1918: Deutsches Reich (Weimarer Republik), Freistaat Preußen, Provinz Hessen-Nassau, Regierungsbezirk Wiesbaden, Dillkreis
- ab 1932: Deutsches Reich, Freistaat Preußen, Provinz Hessen-Nassau, Regierungsbezirk Wiesbaden, Landkreis Dillenburg
- ab 1933: Deutsches Reich, Freistaat Preußen, Provinz Hessen-Nassau, Regierungsbezirk Wiesbaden, Dillkreis
- ab 1944: Deutsches Reich, Freistaat Preußen, Provinz Nassau, Dillkreis
- ab 1945: Amerikanische Besatzungszone,[Anm. 8] Groß-Hessen, Regierungsbezirk Wiesbaden, Dillkreis
- ab 1946: Amerikanische Besatzungszone, Land Hessen, Regierungsbezirk Wiesbaden, Dillkreis
- ab 1949: Bundesrepublik Deutschland, Land Hessen, Regierungsbezirk Wiesbaden, Dillkreis
- ab 1968: Bundesrepublik Deutschland, Land Hessen, Regierungsbezirk Darmstadt, Dillkreis
- ab 1972: Bundesrepublik Deutschland, Land Hessen, Regierungsbezirk Darmstadt, Dillkreis, Gemeinde Mittenaar[Anm. 9]
- ab 1977: Bundesrepublik Deutschland, Land Hessen, Regierungsbezirk Darmstadt, Lahn-Dill-Kreis, Gemeinde Mittenaar
- ab 1981: Bundesrepublik Deutschland, Land Hessen, Regierungsbezirk Gießen, Lahn-Dill-Kreis, Gemeinde Mittenaar

## Bevölkerung

### Einwohnerstruktur 2011
Nach den Erhebungen des Zensus 2011 lebten am Stichtag dem 9. Mai 2011 in Bicken 1740 Einwohner. Darunter waren 99 (5,7 %) Ausländer.
Nach dem Lebensalter waren 309 Einwohner unter 18 Jahren, 750 zwischen 18 und 49, 327 zwischen 50 und 64 und 357 Einwohner waren älter.
Die Einwohner lebten in 732 Haushalten. Davon waren 192 Singlehaushalte, 204 Paare ohne Kinder und 258 Paare mit Kindern, sowie 66 Alleinerziehende und 9 Wohngemeinschaften. In 150 Haushalten lebten ausschließlich Senioren und in 471 Haushaltungen lebten keine Senioren.

### Einwohnerentwicklung
| Bicken: Einwohnerzahlen von 1834 bis 2011 | Bicken: Einwohnerzahlen von 1834 bis 2011 | Bicken: Einwohnerzahlen von 1834 bis 2011 | Bicken: Einwohnerzahlen von 1834 bis 2011 | Bicken: Einwohnerzahlen von 1834 bis 2011 |
| --- | ----------------------------------------- | ----------------------------------------- | ----------------------------------------- | ----------------------------------------- |
| Jahr |                                           |                                           |                                           | Einwohner                                 |
| 1834 | 1834                                      |                                           | 582                                       | 582                                       |
| 1840 | 1840                                      |                                           | 594                                       | 594                                       |
| 1846 | 1846                                      |                                           | 593                                       | 593                                       |
| 1852 | 1852                                      |                                           | 539                                       | 539                                       |
| 1858 | 1858                                      |                                           | 507                                       | 507                                       |
| 1864 | 1864                                      |                                           | 516                                       | 516                                       |
| 1871 | 1871                                      |                                           | 509                                       | 509                                       |
| 1875 | 1875                                      |                                           | 527                                       | 527                                       |
| 1885 | 1885                                      |                                           | 543                                       | 543                                       |
| 1895 | 1895                                      |                                           | 592                                       | 592                                       |
| 1905 | 1905                                      |                                           | 669                                       | 669                                       |
| 1910 | 1910                                      |                                           | 713                                       | 713                                       |
| 1925 | 1925                                      |                                           | 845                                       | 845                                       |
| 1939 | 1939                                      |                                           | 993                                       | 993                                       |
| 1946 | 1946                                      |                                           | 1.342                                     | 1.342                                     |
| 1950 | 1950                                      |                                           | 1.371                                     | 1.371                                     |
| 1956 | 1956                                      |                                           | 1.376                                     | 1.376                                     |
| 1961 | 1961                                      |                                           | 1.407                                     | 1.407                                     |
| 1967 | 1967                                      |                                           | 1.587                                     | 1.587                                     |
| 1970 | 1970                                      |                                           | 1.741                                     | 1.741                                     |
| 1972 | 1972                                      |                                           | 1.727                                     | 1.727                                     |
| 1980 | 1980                                      |                                           | ?                                         | ?                                         |
| 1990 | 1990                                      |                                           | ?                                         | ?                                         |
| 2000 | 2000                                      |                                           | ?                                         | ?                                         |
| 2011 | 2011                                      |                                           | 1.740                                     | 1.740                                     |
| Datenquelle: Historisches Gemeindeverzeichnis für Hessen: Die Bevölkerung der Gemeinden 1834 bis 1967. Wiesbaden: Hessisches Statistisches Landesamt, 1968. Weitere Quellen: LAGIS; Gemeinde Mittenaar |                                           |                                           |                                           |                                           |

### Historische Religionszugehörigkeit
| Quelle: Historisches Ortslexikon |                                                                                       |
| • 1885:                          | 0536 evangelische (= 98,71 %), 3 katholische (= 0,55 %), 4 andere Christen (= 0,74 %) |
| • 1961:                          | 1176 evangelische (= 83,58 %), 203 katholische (= 14,43 %) Einwohner                  |

## Politik

### Wappen
| | Blasonierung: „In Schwarz zwei silberne Balken.“ |
| Wappenbegründung: Gleichzeitig mit der ersten urkundlichen Erwähnung des Dorfes im Aartal 1218 wird das gleichnamige Geschlecht der Herren von Bicken bezeugt, deren Stammburg im Ort lag und die über ausgedehnte Rechte im Gericht Ebersbach verfügten. Seit 1327 standen sie im Lehnsverhältnis zu den Grafen von Nassau. Die durch die sogenannten Bickenschen Händel (1466 bis 1486) ihrer wachsenden politischen Macht beraubte Familie wurde 1664 reichsunmittelbar und starb 1732 aus. In der Gemeinde waren früher zahlreiche Adelshöfe, die jedoch bis 1631 in bäuerlichen Besitz übergingen. Da die Gemeinde weder in älterer Zeit noch während der Nassauer Herrschaft eigene Bildsiegel führte, wurde das einfache Stammwappen des Adelsgeschlechts angenommen. Das Wappen wurde am 31. März 1952 durch das Ministerium des Innern verliehen. |                                                  |

## Sehenswürdigkeiten und Kultur

### Baudenkmäler
Siehe Liste der Kulturdenkmäler in Mittenaar-Bicken

### Vereine
In Bicken ist ein Gesangverein ansässig, die Sängervereinigung 1860 Bicken.
Der Verein besteht aus einem Männerchor, einem Frauenchor und einem gemischten Chor.
Ebenso gibt es innerhalb des Vereines einen kleinen Chor „sing-for-fun“, einem Chor für Groß und Klein. Mit über 150 Jahren ist der Verein einer der ältesten der Region.

## Infrastruktur

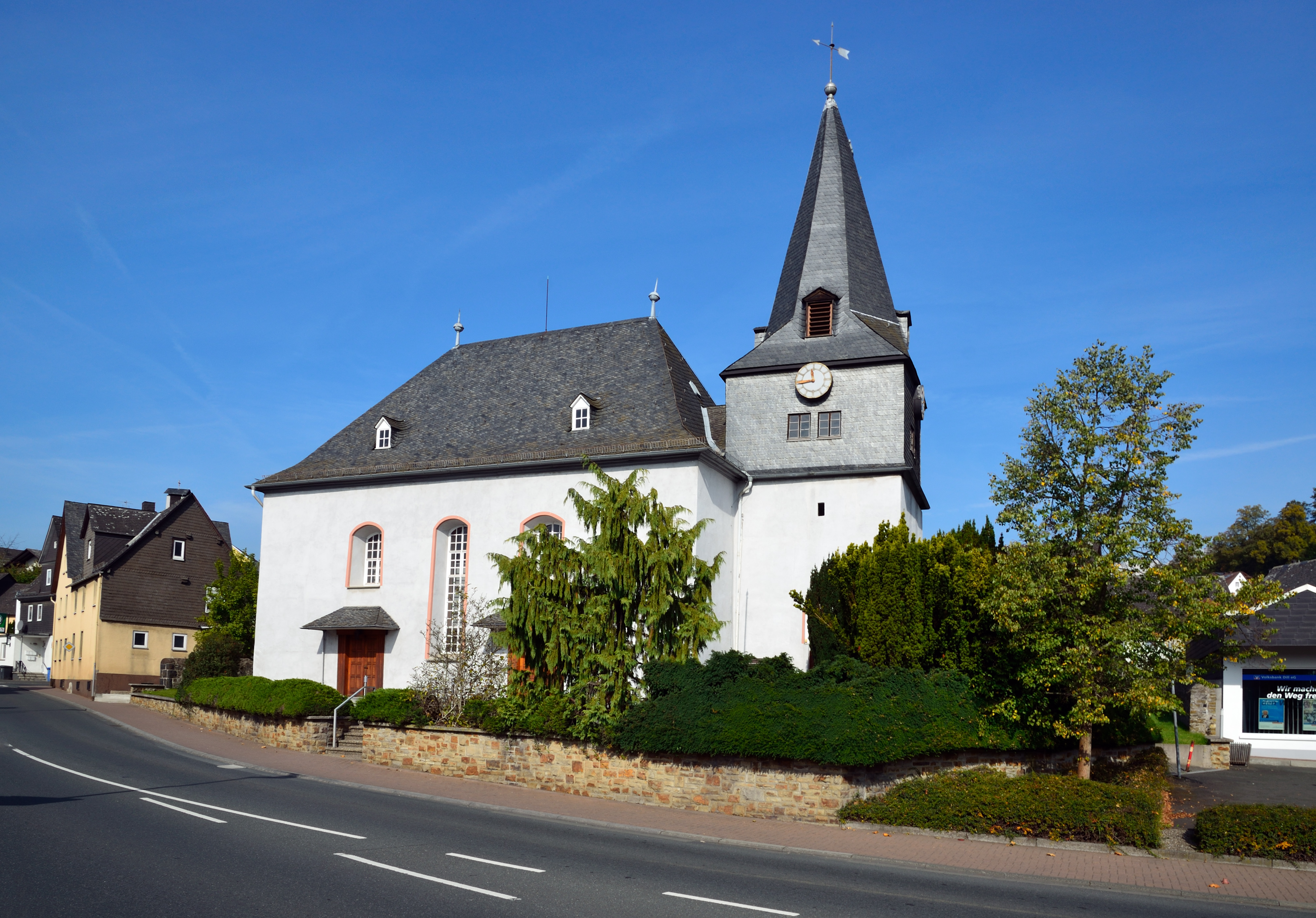
Die evangelische Kirche

- Im Ort gibt es die katholische Kirche Heilig-Geist, die evangelische Kirche und einen evangelischen Kindergarten.
- In Bicken gibt es die Johann-Heinrich-Alsted-Schule (Grund-, Haupt- und Realschule mit Förderstufe).
- Es gibt ein Dorfgemeinschaftshaus.

## Verkehr
Bicken hat folgende Haltestellen: Rathaus, Alte Schmiede, Aarbrücke und Leipziger Straße. Sie werden vom RMV mit den Linien 403, 404, 407 und 415 angefahren.